# Фонтеијаова (Кампобасо)
Фонтеијаова је насеље у Италији у округу Кампобасо, региону Молизе.
Према процени из 2011. у насељу је живело 59 становника. Насеље се налази на надморској висини од 499 м.